# Savenay-i csata
A savenay-i csata a vendée-i háború döntő csatája volt 1793. december 23-án, melynek során a vendée-i royalista hadsereg súlyos vereséget szenvedett.

## Előzmények
A december 13-án elszenvedett Le Mans-i vereséget követően a vendée-i hadsereg és a hozzájuk csatlakozott civilek Laval, majd Ancenis fele vették az irányt, abban a reményben, hogy átkelhetnek a Loire folyón és visszajuthatnak Vendée tartományba, ahol ismét felvehetik a harcot a republikánus haderővel szemben. A folyón való átkelés megközelítőleg 4000 embernek sikerült is, köztük a két fővezér, Henri de la Rochejaquelein és Jean-Nicolas Stofflet is sikeresen átkelt. Időközben azonban megérkezett a republikánus folyami flotta, így a Loire bal partján maradt 10-12 000 royalista kénytelen volt előbb Blainnél megpróbálkozni az átkeléssel, majd ennek sikertelensége után – nyomukban a republikánus haderővel – Savenay község felé vették az irányt, melyet december 22-én reggel egy rövid harc után megszálltak, a községet védő 150 katona a lakosság nagy részével együtt elmenekült.
A royalisták berendezkedtek a település védelmére, majd amikor aznap délben megérkezett a republikánus elővéd François Joseph Westermann vezetésével és megkísérelte rohammal bevenni a várost, rövid harc után sikeresen visszaverték. Estére Jean-Baptiste Kléber parancsnoksága alatt Savenay-hez ért a teljes republikánus haderő, mely egy újabb rövid összecsapásban megszállta a településtől északkeletre elhelyezkedő erdőséget.

## A csata
Másnap reggel, pirkadatkor a royalista csapatok a republikánusokat meglepve támadást indították az előző nap elvesztett erdőség irányába. A Lyrot de la Patouillére vezette roham kezdetben sikerrel kecsegtetett; a támadók elfoglaltak két ágyút és foglyul ejtettek 40 ellenséges katonát. A republikánusok azonban Kléber tábornok vezetésével visszaverték a támadókat, akik kénytelenek voltak ismét Savenay-ben elsáncolni magukat. 
Ezt követően a republikánus haderő teljes erővel megrohamozta a települést, majd az őket érő ágyútűz ellenére sikeresen benyomultak Savenay-be, ahol heves utcai harcok kezdődtek. A royalista tüzérség a templom elé húzódott, azonban a republikánusok elfoglalták, majd a vendée-iek ellen fordították az ágyúkat. Bernard de Marigny azonban sikeresen megmentett két ágyút csapataival, majd azok fedezete mellett emberei maradékával kivonult a településről és sikeresen megmenekült. Egy másik, 600 fős alakulat északkeleti irányban szintén sikeresen elhagyta a csatateret, rövidesen azonban őket utolérték, bekerítették és lemészárolták armagnaci republikánus katonák.
Délután két órára a savenay-i csata teljesen befejeződött.

## Következmények
A csata után republikánus katonák razziába kezdtek Savenay környékén, melynek során több bujkáló royalista katonára bukkantak, akiket rendre kivégeztek. 
A csata a vendée-i hadsereg szétesését vonta maga után, a harcoknak azonban még korántsem volt vége, ugyanis Vendée tartományban gerillaháború kezdődött a republikánus megszállók ellen, előbb Henri de la Rochejaquelein vezetésével, majd miután őt 1794-ben meggyilkolták Jean-Nicolas Stofflet vette kezébe a gerillák irányításának feladatát.